# Desoxigenación
La desoxigenación es un proceso mediante el cual se elimina todo el oxígeno contenido en una substancia líquida, habitualmente se emplea gas de separación de nitrógeno, el cual separa el oxígeno del nitrógeno mediante fraccionamiento a baja temperatura haciendo así desaparecer el nitrógeno y el oxígeno de la solución líquida, este método se utiliza frecuentemente en productos alimenticios como aceites y vinos para mejorar la conservación del producto, en fontanería, este sistema se utiliza para eliminar el oxígeno del agua que contienen las calderas.